# Coronephthya macrospiculata
Coronephthya macrospiculata is een zachte koraalsoort uit de familie Nephtheidae. De koraalsoort komt uit het geslacht Coronephthya. Coronephthya macrospiculata werd in 1910 voor het eerst wetenschappelijk beschreven door Thomson & Mackinnon. 